# Звидки (платформа)
Зви́дки (укр. Звидки) — остановочная платформа Южной железной дороги, находящаяся в селе Боровая Змиевского района. Поезда дальнего следования по платформе Звидки не останавливаются.

## Путевое развитие
Чётный и нечётный пути перегона Основа (станция)-Жихарь (станция).

## Сооружения
Навес для ожидания пассажирами электропоезда.

## Поезда
Участок Основа-Змиёв обслуживается исключительно электропоездами ЭР2, ЭР2Р, ЭР2Т депо Харьков. В чётном направлении поезда идут до станций Харьков-Пассажирский, Харьков-Левада, в нечётном — до станций Змиёв, Шебелинка, Балаклея, Савинцы, Изюм.